# Akira Toriyama
Akira Toriyama (鳥山 明 Toriyama Akira?, n. 5 aprilie 1955, Kiyosu, Prefectura Aichi, Japonia – d. 1 martie 2024, Japonia) a fost un mangaka cu renume mondial pentru crearea seriei Dragon Ball, începută în 1984.

## Biografie
A debutat în 1978 cu povestea Wonder Island, publicată în revista Weekly Shonen Jump, și a devenit cunoscut pentru prima oară pentru seria anime și manga Dr. Slump, la origine un desen săptămânal în Shonen Jump din 1980 până în 1984. 
În 1984, Toriyama a fost responsabil pentru seria Dragon Ball care a devenit săptămânală în Weekly Shonen Jump. În Japonia, a devenit un bestseller cu peste 120 de milioane de copii vândute. Pe lângă faima japoneză, seria a avut același succes pe panul internațional, mai ales în Statele Unite și în America de Sud.
Toriyama este cel mai bine cunoscut pentru seria Dragon Ball. Această lucrare a fost una din cele care au stabilit Epoca de Aur a revistei Jump. Succesul său l-a "forțat" pe Toriyama să își continue munca la Dragon Ball din 1984 până în 1995. În timpul acelor 11 ani, el a produ 519 capitole, asamblate în 42 volume. Fiecare volum are în jur de 200 de pagini, deci întreaga poveste Dragon Ball se extinde la 9,000 de pagini. Succesul seriei Dragon Ball a creat o serie animată și televizată, Dragon Ball Z (și echivalentul său animat), filme întregi animate, câteva jocuri video, și obiecte de tot felul cu emblema sa. Deși Toriyama voia să termine seria Dragon Ball de ceva timp, editorii lui l-au lăsat să termine în sfârșit pentru ca el să poată să „facă niște pași noi în viață,” după spusele lui. Seria fiind prea cunoscută, manga a continuat sub forma la Dragon Ball GT. Toriyama a fost implicat în supravegherea și îndrumarea proiectului, dar într-o manieră limitată. Seria animată Dragon Ball a avut 500 de episoade făcute în Japonia, care au fost produse și licențiate și pentru America de Nord și Australia de către FUNimation.
Simțul dezvoltat al designului al lui Toriyama a dus la implicarea lui la crearea personajelor din Dragon Quest, o serie de jocuri video de rol (numit și Dragon Warrior în Statele Unite). Toriyama a fost și designer de personaje pentru jocul de rol pentru Super Famicom/SNES, Chrono Trigger și jocul de luptă Tobal No. 1 pentru PlayStation (precum și continuarea lui, Tobal 2, lansat numai în Japonia), și continuă să producă povești manga scurte.
Munca sa după Dragon Ball este în general scurtă (100-200 pagini), și include Cowa!, Kajika, și Sand Land, precum și manga one-shot, ca și parodia de sine Neko Majin.
Mai recent, a fost designer de personaje pentru jocul Dragon Quest Swords pe Nintendo Wii și pentru Dragon Quest IX pe Nintendo DS.
Toriyama a făcut și un one-shot numit Cross Epoch, cooperând cu creatorul seriei One Piece, Eiichiro Oda.
Numele studioului lui Toriyama este Bird Studio (Studioul de păsări) , care este un joc de cuvinte cu numele său, care înseamnă "Muntele de Păsări". 鳥 tori înseamnă "pasăre" și 山 yama înseamnă "munte". 明 akira înseamnă "inteligent" sau "strălucire".
A decedat la 1 martie 2024, la 68 de ani, în urma unei hemoragii în aproprierea creierului. Înmormântarea sa a fost una privată, prezenți fiind numai membrii familiei sale. 

### Manga
- Awawa World (1977, nepublicată)
- Wonder Island (1978-1979, 2 one-shot)
- Today's Highlight Island (1979, 1 one-shot)
- Tomato (1979, 1 one-shot)
- Hetappi (1982, 1 tankōbon, lecție de desen) - Co-autor: Akira Sakuma
- Dr. Slump (1980-1985, 18 tankōbon, kanzenban)
- Escape (1981, 1 one-shot)
- Pola & Roid (1981, 1 one-shot)
- Pink (1982, 1 one-shot)
- Mad Matic (1982, 1 one-shot)
- Chobit (1983, 2 one-shot, această serie nu trebuie confundată cu seria Chobits, desenată de Clamp)
- Dragon Boy (1983, 2 one-shot)
- Tongpoo (1983, 1 one-shot)
- Toriyama Akira's Manga Theater Vol.1 (1983, 1 tankōbon)
- Dragon Ball (1984-1995, 42 tankōbon, reorganizate mai târziu în 34 ediții speciale kanzenban)
- Mr. Ho (1986, 1 one-shot)
- Lady Red (1987, 3 one-shot, manga pentru adulți)
- Kennosuke (1987, 1 one-shot)
- Sonchoh (1987, 1 one-shot)
- Mamejiro (1988, 1 one-shot)
- Toriyama Akira's Manga Theater Vol.2 (1988, 1 tankōbon)
- Karamaru (1989, 1 one-shot)
- Wolf (1990, 1 one-shot)
- Cashman Saving Soldier (1991, 3 one-shot - 1998, 1 tankōbon)
- Dub & Peter 1 (1992, 4 one-shot)
- Go!Go!Ackman (1993, 11 one-shot)
- New Dr. Slump (1994, 3 tankōbon subțire, neavând nimic de a face cu anime-ul din 1998)
- Chotto Kaettekita DR Slump (al treilea manga)
- Tokimecha (1996, 1 one-shot)
- Alien X-Peke (1997, 1 one-shot)
- Bubul (1997, 1 one-shot)
- Toriyama Akira's Manga Theater Vol.3 (1997, 1 tankōbon)
- Cashman Saving Soldier/New Cashman Saving Soldier (1998, 1 tankōbon)
- Cowa! (1998, 1 tankōbon)
- Tahi Mahi (1998, 1 tankōbon)
- Kajika (1999, 1 tankōbon)
- Sand Land (2000, 1 tankōbon)
- Neko Majin (2000-2005, 5 one-shot, 1 tankōbon/kanzenban)
- Kochikame (2006, 1 one-shot, omake)
- Cross Epoch (2006, 1 one-shot)

### Jocuri video (design de personaje)
- Seria Dragon Quest: Serie RPG publicată de Enix (acum Square Enix). A apărut pe Nintendo Famicom/NES, Super Famicom/Super NES, Game Boy Color, Game Boy Advance, Nintendo DS, Sony PlayStation, PlayStation 2, și în curând pe Wii.
- Seria Dragon Quest Monsters: Serie RPG publicată de Enix (acum Square Enix). Apărută pe Nintendo Game Boy, Game Boy Color, Game Boy Advance, Nintendo DS, și Sony PlayStation.
- Chrono Trigger: Joc video de rol făcut de SquareSoft (acum Square Enix) pentru Nintendo Super NES. A fost relansat cu câteva îmbunătățiri pe Sony PlayStation.
- Tobal: Două jocuri de luptă pentru Sony PlayStation făcute de SquareSoft.
- Blue Dragon: Joc video de rol pentru Microsoft Xbox 360 proiectate de studioul Mistwalker pentru Artoon după un design al creatorului seriei Final Fantasy, Hironobu Sakaguchi.

### Cărți pentru copii
- Toccio the Angel

## Blue Dragon
Toriyama a anunțat recent că ajutorul lui la seria animată Blue Dragon s-ar putea să fie ultima sa participare în animație. În propriile sale cuvinte, a spus: 
| “ | Oferta pentru a regiza o versiune animată a seriei Blue Dragon a venit în februarie anul trecut. Studioul Pierrot mi-a oferit informații privind-o. Știam că Sakaguchi a adunat personal pentru a produce un joc, dar pe atunci Blue Dragon nu fusese nici măcar bine anunțat. Potrivit materialelor, trebuia să fie o lume fantastică precum "Stăpânul Inelelor", cu o poveste și o privire detaliată asupra lumii. Aceasta s-ar putea să fie ultima mea animație, și sunt puțin îngrijorat (după ea). Este un stres incredibil, dar în același timp, este și o noțiune de împlinire — care merită terminată. Blue Dragon va fi o capodoperă, nu pentru că lucrez din greu la ea, ci pentru că personalul nu se așteptă la nimic mai prejos. | ” |